# Anguliphantes nasus
Anguliphantes nasus là một loài nhện trong họ Linyphiidae.
Loài này thuộc chi Anguliphantes. Anguliphantes nasus được Kap Yong Paik miêu tả năm 1965.